# 吉木萨尔镇
吉木萨尔镇，是中华人民共和国新疆维吾尔自治区昌吉回族自治州吉木萨尔县下辖的一个乡镇级行政单位。

## 行政区划
吉木萨尔镇下辖以下地区：
苇湖巷社区、满城路社区、文化路社区、团结路居社区委会、文明路社区、中心路社区、西门村、红畦村、校场湖村、马家槽子村、北地村、白泉村和沙河村。